# 國立臺東大學附屬特殊教育學校
國立臺東大學附屬特殊教育學校簡稱東大附特、東特，在2011年8月1日正式設校；並於2015年6月6日上午10時舉行校舍落成典禮。國立臺東大學附屬特殊教育學校以招收中重度及多重障礙學生為優先，共設立國小、國中及高職等3個學部。

## 來源
1. 1 2 3  . 教育部全球資訊網. 2015-06-16  [2018-04-27]. （原始内容存档于2019-05-15） （中文（臺灣））.